# Майорга, Рой
Рой Морис Майорга (род. 6 апреля 1970 в Нью-Йорке) — американский музыкант кубинского и эквадорского происхождения, наиболее известный как оригинальный барабанщик группы Soulfly. В настоящее время является участником Stone Sour и Hellyeah. 

## Биография
В 1989 году Рой Майорга познакомился с басистом краст-панк группы Nausea Джоном Джесси. Рой был фанатом Nausea, поэтому когда группа осталась без барабанщика его пригласили на освободившееся место. После нескольких проведенных ночей с лидером группы ему удалось добиться этого места. Рой играл в группе до её распада в 1992 году.
В 1993 году после распада Nausea, бывшие музыканты группы Рой Майорга и Джон Джесси основали индастриал-группу Thorn. Последний альбом этого коллектива вышел в 1995 году.
В 1994 году совместно с группой Sepultura записал песню Chaos B.C. для альбома Chaos A.D.
В 1995 году был продюсером и звукоинженером на альбоме Sun To Sun группы The Spitters.
В 1996 году исполнил эпизодическую роль в фильме «Тромео и Джульетта». В 1997 году исполнил гитарные партии в песне Summer On Avenue A в мини-альбоме Birth After Birth группы Cause For Alarm.
В 1997 году исполнил часть барабанных партий на альбоме The Hollowing группы Crisis.
В 1997 году спродюсировал и записал одну песню для сборника Kerouac: Kicks Joy Darkness.
Рой Майорга играл в Soulfly на ударных с момента основания группы в 1997 по 1999 год и с 2002 по 2003 год. За это время он успел записать с группой 2 альбома, а также принимал участие в продюсировании и звукозаписи альбомов группы.
В 2001 году записал барабанные партии для Vanilla Ice.
В 2001 году вышел живой альбом группы Mass Mental. Рой Майорга исполнил барабанные партии на этом альбоме.
В 2001 году он принял участие в записи сольного альбома Дэйва Наварро Trust No One. Рой исполнил барабанные партии в двух песнях на этом альбоме.
В 2002 году вошёл в состав Medication в качестве барабанщика. Рой записал с группой одноимённый мини-альбом. Перед записью альбома Prince Valium Рой оставил Medication, чтобы снова присоединиться к Soulfly.
В 2003 году участвовал в записи альбома Horror Of Beauty группы My Ruin в качестве звукоинженера.
В 2005 году занимался звукозаписью на альбоме Avalon Bridge Will Burn группы New Dead Radio.
В 2005 году принял участие в юбилейном сборнике Roadrunner Records, записав несколько композиций, на одну из которых был снят клип.
В 2005 году записал музыку для короткометражного фильма Legion: The Word Made Flesh.
Рой Майорга играл на барабанах в панк-рок группе Black President с 2005 по 2006, а также в 2008—2009 годах, к настоящему моменту группа записала одноимённый альбом в 2008 году.
В 2006 году заменял тогдашнего барабанщика Sepultura Игоря Кавалеру во время европейского турне с In Flames. В 2006 году присоединился к группе Stone Sour, в которой играет до сих пор. На альбоме Audio Secrecy (2010) также сыграл на пианино и синтезаторе.
В 2007 году был сопродюсером на одноимённом альбоме группы Onesidezero.
В 2008 году присоединился к группе Amebix, которая распалась в 1987 году и воссоединилась вновь в 2008 году. В 2010 году записал барабанные и синтезаторные партии на мини-альбоме группы.
В 2009 году записал перкуссию для альбома группы Mower.
В 2009 году написал интро для альбома Solfernus' Path группы Darzamat.
В 2019 стал участником грув-метал супергруппы Hellyeah, придя на смену скончавшемуся годом ранее Винни Полу.

## Дискография
- 1986: Youthquake — Maximum Rock and Roll Compilation
- 1989: Nausea — They Don’t Get Paid, They Don’t Get Laid, But Boy Do They Work Hard LP
- 1989: Nausea — Squat or Rot Volume. 1
- 1990: Nausea — Extinction
- 1990: Nausea — Cybergod (Single)
- 1991: Nausea — More Songs About Plants and Trees
- 1991: Nausea — Lie Cycle (Single)
- 1992: Nausea — Discharged: From Home Front to War Front
- 1993: Nausea — Extinction: The Second Coming
- 1993: Nausea — Alive In Holland 1991 (Video)
- 1993: Thorn — Thorn (Demo)
- 1993: Thorn — She Rises Like The Sun (EP)
- 1994: Thorn — Pacing (EP)
- 1995: Thorn — Bitter Potion
- 1997: Crisis — Hollowing
- 1998: Soulfly — Bleed (Single)
- 1998: Soulfly — Soulfly
- 1998: Soulfly — Umbabarauma (Single)
- 1999: Soulfly — Tribe (Australian Special Tour Edition) (EP, Live)
- 2001: Vanilla Ice — Bi-Polar
- 2001: Mass Mental — Live In Tokyo
- 2002: Soulfly — III
- 2002: Medication — Medication (EP)
- 2005: Roadrunner United — The All Star Sessions
- 2006: Stone Sour — Come What(ever) May
- 2008: Black President — Black President
- 2009: Mower — Make It a Double
- 2010: Amebix — Redux
- 2010: Stone Sour — Mission Statement
- 2010: Stone Sour — Say You’ll Haunt Me
- 2010: Stone Sour — Audio Secrecy
- 2012: Stone Sour — House of Gold and Bones Part 1
- 2013: Stone Sour — House of Gold and Bones Part 2
- 2015: Stone Sour — Meanwhile in Burbank
- 2017: Stone Sour — Hydrograd
- 2019: Mark Morton — Anesthetic (tracks 4, 7, 10)